# 熊取町消防本部
熊取町消防本部（くまとりちょうしょうぼうほんぶ）は、かつて存在した大阪府泉南郡熊取町に存在した消防部局（消防本部）。管轄区域は熊取町全域。2013年4月からは泉州南消防組合に統合された。

## 概要
- 消防本部：大阪府泉南郡熊取町野田1-1-19
- 管内面積：17.23km2
- 職員定数：49人
- 消防署1カ所
- 主力機械（2009年4月1日現在）
  - 普通消防ポンプ自動車：2
  - 水槽付消防ポンプ自動車：1
  - はしご付消防自動車：1
  - 救急自動車：3
  - 救助工作車：1
  - 小型動力ポンプ：2
  - 広報車：1
  - 資機材搬送車：1
  - その他車両：1

## 沿革
- 1984年4月1日 – 消防業務を開始。
- 2013年4月1日 – 泉州南消防組合に統合される。